# Claudiu Petrila
Claudiu Adrian Mihai Petrila (n. 7 noiembrie 2000, Sânnicolau Român, Regiunea de dezvoltare Nord-Vest, România) este un fotbalist român, care joacă pe post de mijlocaș lateral la Rapid în SuperLiga României. Pe plan internațional, are prezențe la națională pentru România Sub-19, România Sub-21 și România.
După junioratul la LPS Bihor Oradea, a fost testat la Sampdoria Genova, dar nu a fost reținut în lot; remarcat de CFR Cluj, a fost transferat acolo, unde a jucat la început doar la echipa a doua, în Liga a III-a. A debutat la CFR Cluj la vârsta de 18 ani, în decembrie 2018, în meciul cu Gaz Metan Mediaș, în care a intrat pe parcursul primei reprize în locul lui Ciprian Deac. Fostul său antrenor de la CFR Cluj, plecat de la echipă în 2018, Cristi Bobar, îl aprecia drept un junior promițător și polivalent, care poate juca în ambele benzi laterale, „un viitor Deac”.
În toamna lui 2018, a fost convocat la echipa națională sub 19 ani a României, pentru turneul de calificare la Turneul de Elită, în care a jucat în toate cele trei meciuri, marcând câte un gol cu Grecia și Gibraltar.

## Palmares
CFR Cluj
- Liga I (4): 2018–19, 2019–20, 2020–21, 2021–22